# Умаров, Калила Нематович
Калила Нематович Умаров (род. 1957) — казахстанский кинорежиссёр—документалист. Заслуженный деятель Казахстана (2009).

## Биография
Калила Нематович Умаров родился 8 мая 2009 год в Жанакоргане Кызылординской области. Происходит из рода Ходжа. После окончания Жанакорганской средней школы К. Умаров поступил в Ленинградское кульпросветучилище (1978) на кинофотоотделение.
Его дипломный фильм «Кісен ашқан» («Воплощение») о карагандинском скульпторе Жаубасаре Калиеве завоевал Гран-при кинофестиваля «Белые ночи-82» в г. Ленинграде, а также был удостоен специальных дипломов Таллинского и Московского фестивалей народного творчества. Следующая короткометражная документальная картина «Похороненные заживо» не увидела свет, так как власть предержащие усмотрели в ней крамолу на «строителей социализма»…
В 1988 году он приезжает в Алма-Ату и на студии «Казахтелефильм» в соавторстве с известным кинодраматургом Каримом Танаевым снимает 2 документальных телефильма «Таушен» и «Замана шеру», которые получили широкий общественный резонанс. Эти и последующие фильмы К. Умарова стали значительным вкладом в теледокументалистику 90-х годов, ибо с его мучительных попыток философского переосмысления прошлого в контексте современных метаморфоз действительности и начались новая кинолетопись, возвращение забытых имен, «открывание белых пятен» национальной истории в годы провозглашения независимости казахского государства. В 1998 году К. Умаров работал главным режиссёром национального телеканала «Алатау», затем режиссёром Телерадиокомплекса Президента Республики Казахстан, с 1999—2004 года работал в агентстве «Хабар» режиссёром дубляжа. На казахский язык дублировал отечественные сериалы «Перёкресток», «Саранча». С 2006 года снимает документальные фильмы параллельно на студии Казахфильм им. Шакена Айманова и KALILAFILM.kz студия.

## Награды
- Лауреат премии Союза молодёжи Казахстана (1992).
- Лауреат Международной премии им. Жамбыла (1996).
- «Кайсар» II-степени ВВ МВД РК (1997).
- Заслуженный деятель Казахстана (2009)
- Награждён почетным знаком «Бауыржан Момышулы» (2010).
- Указом президента РК от 2 декабря 2021 года награждён орденом «Курмет»;

## Семья
Сыновья
Куаныш Калилаевич - режиссёр документалист
Мухтар Умаров - режиссёр, продюсер,
Дочери
Айша Калилаевна -
Сауле Калилаевна - окончил. Казахская Национальная Академия Искусств имени Т. Жургенова, Блогер

## Фильмография

### Режиссёрские работы
1. 1981 — «Воплощение» Ленинград Дом Ученых им. М.Горького скульптор Жаубасар Калиев (Караганда)
Жанр: «Документальное кино»
2. 1989 — «Таушен»
Жанр: «Документальное кино» Производство: Казахтелефильм
3. 1990 — «Земля предков»
Жанр: «Документальное кино» Производство: Казахтелефильм
4. 1990 — «Замана-шеру»
Жанр: «Документальное кино» Производство: Казахтелефильм
5. 1990 — «Магжан» Жумабаев, Магжан
Жанр: «Документальное кино» Производство: Производство: Казахтелефильм
6. 1991 — «Съезди сын, в аул» Озтюрк, Мустафа Кабылулы
Жанр: «Документальное кино» Производство: Казахтелефильм
7. 1991 — «Жизнь и смерть господина Мухаммеда Салиха»
Жанр: «Документальное кино» Производство: Казахтелефильм
8. 1992 — Великий Джут
Жанр: «Документальное кино» Производство: Казахтелефильм
9. 1993 — «Возвращение Мир-Якуба» Миржакип Дулатов
Жанр: «Документальное кино» Производство: Казахтелефильм
10. 1994 — «Даулет-Палуан» Турлыханов, Даулет Болатович
Жанр: «Документальное кино» Производство: Казахтелефильм
11. 1994 — «Слово об Алаше» Алаш-Орда
Жанр: «Документальное кино» Производство: Казахтелефильм
12. 1994 — «Годы радости и любви»
Жанр: «Документальное кино» Производство: Казахтелефильм
13. 1994 — «Жамбыл: Великий певец человечества» Джамбул Джабаев
Жанр:«Документальное кино» Производство: Казахтелефильм
14. 1996 — «Освободившийся от оков» (Документальный) совместно с Б.Гафу (Каирбековым)
Жанр: «Документальное кино» Производство: ТРК Президента РК
15. 2003 — «Путь Дукенбая»
Жанр: «Документальное кино» Производство: Калила и Компания
16. 2004 — «Философ Нысанбаев» Абдималик Нысанбаевич Нысанбаев
Жанр: «Документальное кино» Производство: «Телекомпания Мир»
17. 2004 — «Жакия»
Жанр: «Документальное кино»
18. 2004—2005 — «Судьбы в капле нефти», 3-х сериях
Жанр: «Документальное кино» Производство: Дизайн студия ДосАрт
19. 2005 — «Звезда Кадыра»
Жанр: «Документальное кино» Производство: kalilafilm
20. 2005 — «Танкер Астана»
Жанр: «Документальное кино» Производство: Дизайн студия ДосАрт
21. 2005 — «Нарында туған нар жігіт»
Жанр: «Документальное кино» Производство: киностудия KalilaFilm.kz
22. 2005 — «Воздушные ворота Атырау»
Жанр: «Документальное кино» Производство Дизайн студия ДосАрт
23. 2005 — «Әлеуметке-әділет, заңға — құрмет»
Жанр: «Документальное кино» Производство: киностудия KalilaFilm.kz
24. 2006 — «Ахмет Жубанов» Жубанов, Ахмет Куанович
Жанр: «Документальное кино» Производство: «Казахфильм» им. Ш.Айманова
25. 2006 — «Ислам религия предков» Ислам
Жанр: «Документальное кино» Производство: Хан-Тенгри
26. 2007 — «Мухаммед Хайдар Дулати» Мирза Мухаммад Хайдар
Жанр: «Документальное кино» Производство: «Казахфильм» им. Ш.Айманова
27. 2008 — «Музыка моей души»
Жанр: «Документальное кино» Производство: киностудия KalilaFilm.kz
28. 2008 — «„Жолдасбек Адаев“ (Энциклопедия тарланы)»
Жанр: «Документальное кино» Производство: киностудия KalilaFilm.kz
29. 2008- — «Амир Мажитов из Жанакоргана»
Жанр: «Документальное кино» Производство: киностудия киностудия KalilaFilm.kz
30. 2009 — «Алашорда» Алаш-Орда
Жанр: «Документальное кино» Производство: «Казахфильм» им. Ш.Айманова
31. 2009 — «Патриарх Казахской нефти — Сафи Утебаев»
Жанр: «Документальное кино» Производство: киностудия KalilaFilm.kz и «Нефтяник» общественный фонд. им. Н.Марабаев
32. 2009 — «Память — К Столетию Мажита Касенова»
Жанр: «Документальное кино» Производство: киностудия KalilaFilm.kz
33. 2009 — «Династия Оржановых»
Жанр: «Документальное кино» Производство: киностудия KalilaFilm.kz и «Нефтяник» общественный фонд. им. Н.Марабаев
34. 2010 — «Қазақтың Бауыржаны» «Легендарный Бауыржан» Момыш-улы, Бауыржан
Жанр: «Документальное кино» Производство: «Казахфильм» им. Ш.Айманова
35. 2010 — «Первопроходец» Урынбай Бердыгожин
Жанр: «Документальное кино» Производство: киностудия KalilaFilm.kz и «Нефтяник» общественный фонд. им. Н.Марабаев
36. 2010 — «Сарагүл. Өмір толқындары»
Жанр: «Документальное кино» Производство: киностудия KalilaFilm.kz
37. 2011 — «Есберген Абитаев. „Энергетик“»
Жанр: «Документальное кино» Производство: киностудия KalilaFilm.kz
38. 2011 — «Ызгарбек Бектурсынов»
Жанр: «Документальное кино» Производство: киностудия KalilaFilm.kz
39. 2011 — «Кодекс Куманикус — һәм қарапайым қазақтың қағидалары»
Жанр: «Документальное кино» Производство: киностудия KalilaFilm.kz
40. 2011 —  «Симфония Шакарима и Медгат Кульжанов» Лондон
Жанр: «Документальное кино» Производство: киностудия KalilaFilm.kz
41. 2012 — «Тот самый Абылканов» Абылканов Толеукул
Жанр: «Документальное кино» Производство: kalilafilm и «Нефтяник» общественный фонд. им. Н.Марабаев
42. 2013 — «Чокин, Шафик Чокинович»
Жанр: «Документальное кино» Производство: киностудия KalilaFilm.kz
43. 2013 — «Садыкбек Сапарбеков из Жанакоргана»
Жанр: «Документальное кино» Производство: киностудия KalilaFilm.kz
44. 2014 — «Фонд им. Н.Марабаев 10 лет»
Жанр: «Документальное кино» Производство: киностудия KalilaFilm.kz
45. 2013-2014 — «Темирбек Жургенов»
Жанр: «Документальное кино» Производство: киностудия KalilaFilm.kz
46. 2013 - Идет съемка — «Кенесары»
Жанр: «Документальное кино» Производство: киностудия KalilaFilm.kz
47. 2014 — «Аширбек Сыгай»
Жанр: Документальное кино Производство: Казахфильм
48. 2014 —2015  «Майлықожа»
Жанр: «Документальное кино» Производство: Казахфильм
49.  2015 - "Тельман Исабаев. Нарында туған, нар тұлға"
Жанр: «Документальное кино» Производство: киностудия KalilaFilm.kz
50. 2015 -  "Исторический и религеозно - духовные памятники Жанакоргана" - Кино экспедиция Жаанакорган - 2015
(Жаңақорғанның тарихи және діни-рухани ескерткіштері)
Жанр: «Документальное кино» Производство: киностудия KalilaFilm.kz
51. 2015 - Әлия және Хусейн "Егіз ғұмыр - бір сахна"
Жанр: «Документальное кино» Производство: киностудия KalilaFilm.kz

## Книги
Ходжинки от Калили Умарова - автор писатель Дохтырхан Турлыбек
Калила Умаров. Хроники скитальца из Жанакоргана
Калила Умаров. Историческая драма "Айқожа Ишан"
Публицистические зарисовки: Вопросы  от Kalila Umarov (Kalilafilm.kz) на фейсбуке